# Saad Fadzil
Saad Fadzil (nascido em 8 de dezembro de 1948) é um ex-ciclista malaio. Competiu nos Jogos Olímpicos de Verão de 1972 em Munique, onde foi integrante da equipe malaia de ciclismo que terminou na trigésima quinta posição nos 100 km contrarrelógio por equipes.